# منتخب جزر ماريانا الشمالية تحت 18 سنة لكرة القدم
منتخب جزر ماريانا الشمالية تحت 18 سنة لكرة القدم (بالإنجليزية: Northern Mariana Islands national under-18 football team)‏ هو ممثل جزر ماريانا الشمالية الرسمي في المنافسات الدولية في كرة القدم في فئة كرة قدم تحت 18 سنة للرجال .